# Georges Meyer
Pour les articles homonymes, voir Meyer.
Georges Meyer (Le Coteau, 21 septembre 1930 - Paris 7e, 8 septembre 1998) dirige le groupe Galeries Lafayette de 1987 à sa mort en 1998. Il est le mari de Léone-Noëlle Meyer et le père du rabbin David Meyer, d'Alexandre Meyer, patron du BHV et de Raphaël Meyer.

## Éléments biographiques
Georges Meyer est né à Paris le 21 septembre 1930. Il épouse Léone-Noëlle Meyer en 1964 et entre aux Galeries Lafayette, dont il dirige le groupe de 1987 à sa mort en 1998.
Pendant sa présidence, il voyage souvent aux Etats-Unis pour observer les méthodes de vente. Toujours sous sa présidence, le Groupe achète les Nouvelles Galeries (créées en 1867), le BHV (créé en 1856), Uniprix et Cofinoga en 1991 et enfin Prisunic en 1997.
Il meurt d'un myélome. Il est enterré dans le cimetière israélite de Durmenach. Après sa mort, il est remplacé à la tête des Galeries Lafayette par un duo de co-Présidents exécutifs : Philippe Lemoine et Philippe Houzé, tandis que son ex-épouse prend la présidence du conseil de surveillance.